# Querol (Cerdagne)
Querol ([kə'ɾol]), ou Carol, est un hameau de la commune cerdane de Porta, en Catalogne du Nord, dans le département français des Pyrénées Orientales. Il se situe à 1.350 mètres d'altitude, sur la rive droite de la rivière du même nom.

## Étymologie
Querol est étymologiquement un dérivé du mot Quer désignant un rocher remarquable ou fortifié.

## Histoire
Le nom de Querol est documenté depuis 1011. Au Moyen Âge, ce hameau était le plus important de la vallée, grâce à la protection qu'il recevait de son château, à l'abri duquel se bâtirent les maisons du village. En étant sous domination royale, les monarques catalans lui octroyèrent plusieurs privilèges, comme ce que Jacques Ier accorda en 1243 en exemptant les villageois des droits féodaux et en leur accordant le droit d'utiliser la forêt de Campcardós afin d'en obtenir bois, eau et terrains pour des pâturages.

## Château de Querol

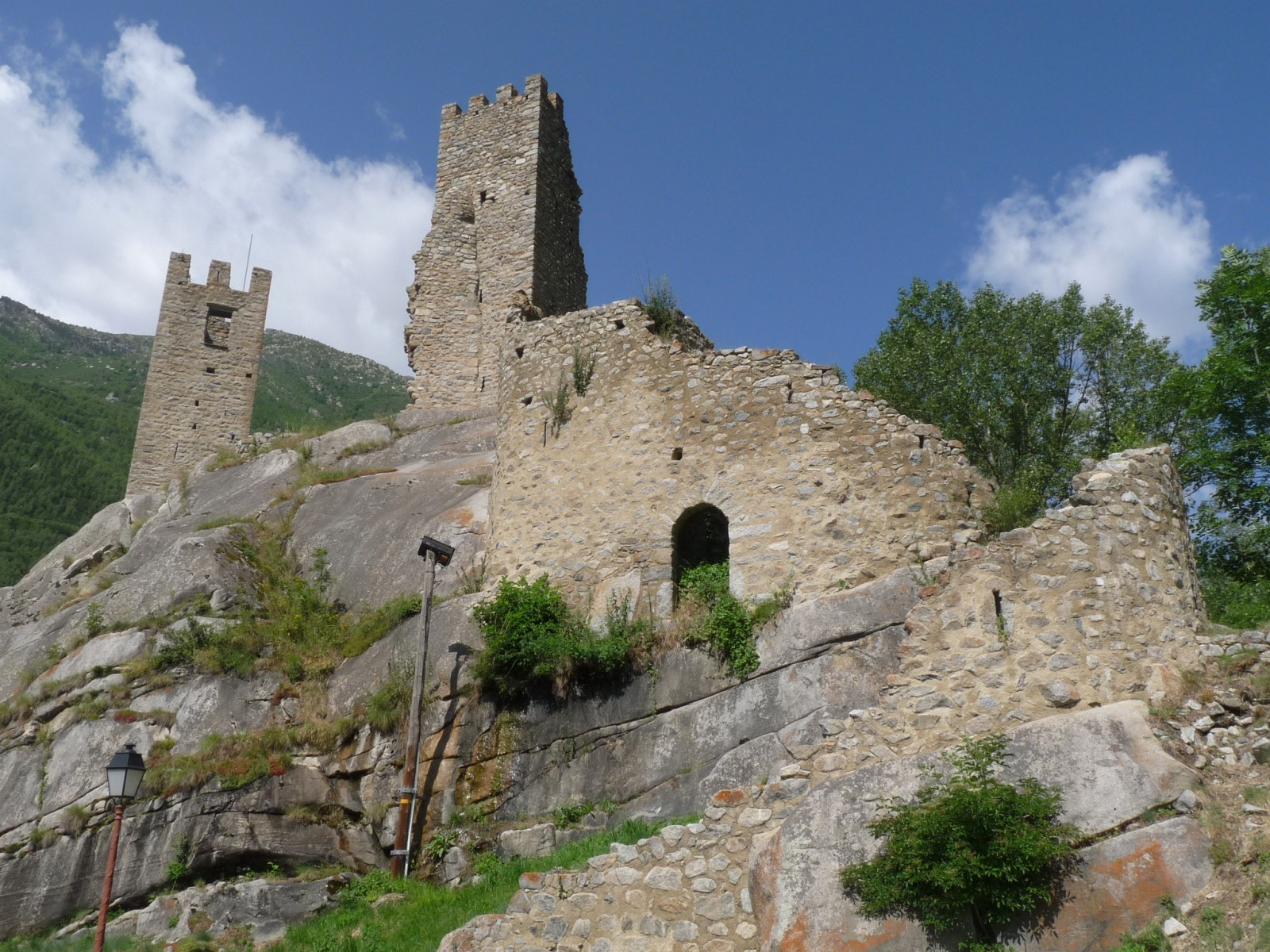
Les tours de Querol

Le château de Querol servit de résidence au maire royal, qui était châtelain de la population. Le grand édifice qu'il avait été dans le passé, avec deux enceintes, dont il reste aujourd'hui seulement une tour et les ruines de l'autre, correspondant les deux à l'enceinte supérieure. De ce clos supérieur, de ces tours du XIIe ou XIIIe siècles, restes des murs qui les limitaient. La tour la mieux conservée fait 10 mètres de hauteur, comporte trois niveaux, de base carrée, faite de pierres. Elle est parachevée par des créneaux; elle a servi de cour pour les cochons au début du XXe siècle. L'autre tour aurait été identique, mais de basse plus rectangulaire, comme on peut encore s'en apercevoir, bien que la façade nord se soit effondrée.